# Tour della nazionale maschile di rugby a 15 della Francia 1974
Il Tour della nazionale di rugby a 15 della Francia 1974 fu una serie di match disputati dalla nazionale francese in Argentina e Brasile nel mese di giugno 1974.
Un vero successo con 8 vittorie in otto match, compresi i test match contro l'Argentina

## Risultati
Sistema di punteggio: meta = 3 punti, Trasformazione=2 punti. Punizione e calcio da mark= 3 punti. drop = 3 punti. 
| San Paolo (Brasile) 1º giugno 1974 | Brasile | 7 – 99 | Francia XV |  |

| Arbitro: | Eduardo Niño. |

| |            | |
| mete: 1 di mischia c.p.: Cutler 2 | Marcatori  | mete: Gourdon 3 Senal, Paco Boffelli, Vaquerin trasf.: Vabrol 3 |
| 15. A. Rodríguez Jurado. 14. J.Otaola, 13. M. Walther, 12. R. Matarazzo (E.Martinez), 11. R. Morganti 10. F. González Victorica, 9. M. Cutler 8. M. Iglesias (cap.), 7. R. Lucke, 6. J. Carracedo 5. A. Anthony, 4. J. Rodríguez Jurado 3. A. Orzábal, 2. O.Rocha, 1. F. Insúa | Formazioni | 15. J. Aguirre 14. J. Gourdon, 13. J. Lux, 12. R. Bertranne (C. Dourthe), 11. J. Pecune 10. H. Cabrol, 9. D. Fouroux 8. O. Saisset (cap.), 7. C. Paul (J. Rossignol), 6. V. Boffelli 5. G. Senal, 4. J. Bastiat 3. A. Vaquerin, 2. A. Paco, 1. J. Irazabal |

| Arbitro: | César de Elizalde |

| |            | |
| mete: Fariello | Marcatori  | mete: 3, Desnoyers 2, Cabrol 2 Aguirre, Haget, Dourthe trasf.: Romeu 5 c.p.: Romeu 2 Drop: Romeu |
| 15. J.Castro 14. C. Dora, 13. D. Muñiz, 12. O. Terranova, 11. M. Brandi 10. P. Guarrochena, 9. L. Chacón 8. J. Navesi, 7. J. Nasazzi, 6. J. Ragazzone 5. R. Irañeta (cap.), 4. A. Cattaneo 3. R. Fariello, 2. J. Crivelli, 1. J.González | Formazioni | 15. J. Aguirre. 14. L. Desnoyers, 13. J. Etchenique, 12. C. Dourthe (cap.), 11. J. Pecune (H. Cabrol) 10. J. Romeu, 9. R.Astre 8. J. Skrela, 7. J. Bastiat, 6. S. Lassoujade 5. F. Haget, 4. J. Rossignol 3. P. Dospital, 2. A. Paco, 1. A. Vaquerin |

| Arbitro: | Armando Zungri |

| |            | |
| mete: Desnoyers 2 Boffelli, Cabrol Etchenique, Vaquerin trasf.: Cabrol 2 c.p.: Cabrol | Marcatori  | c.p.: Cutler, González Victorica, Harris Smith |
| 15. T. Harris Smith 14. R. Benyon, 13. A. Cappelletti, 12. E. Morgan, 11. F. Villamil 10. F. González Victorica, 9. M. Cutler 8. N. Carbone (cap.) (O. Rocha), 7. R. Lucke, 6. J. Carracedo 5. J. Rodríguez jurado, 4. C.Bottarini (r:Gracia Fernadez) 3. O'. Carbone, 2. F. Lafuente, 1. M. Carluccio | Formazioni | 15. M. Droitecourt. 14. L. Desnoyers, 13. J. Etchenique, 12. C. Dourthe, 11. R. Bertranne 10. H. Cabrol, 9. M. Barrau (cap.) 8. V. Boffelli, 7. J. Rossignol, 6. S. Lassoujade 5. F.Haget, 4. J. Senal 3. P. Dospital, 2. J. Ugartemendía, 1. A. Vaquerin |

| Arbitro: | Ron Lewis |

|                                                           |           |                                              |
| mete: de Rodríguez jurado trasf.: H.Porta c.p.: H.Porta 2 | Marcatori | mete: Dourthe Bertranne, Fouroux c.p.: Romeu |

| Arbitro: | Ricardo Colombo |

| |            | |
| mete: Mainini , Chesta trasf.: Rodríguez | Marcatori  | mete: Aguirre, Gourdon Desnoyers, Bertran trasf.: Romeu c.p.: Romeu |
| 15. A. Rodríguez. 14. H. Radiculé, 13. C. Blanco (Ansaldi), 12. R. del Villar, 11. G. Blanco 10. J. Escalante, 9. R. Castagna 8. V. Macat, 7. M. Cuesta (cap), 6. E. Mainini 5. J. Giannone, 4. J. Mangiamelli 3. E. Pavani, 2. J. Costante, 1. S. Furno | Formazioni | 15. J. Aguirre. 14. J. Gourdon, 13. R. Bertranne, 12. J. Etchenique, 11. L. Desnoyers 10. J. Romeu, 9. M. Barrau (cap.) 8. S. Lassoujade, 7. C. Paul, 6. O. Saisset 5. F. Haget, 4. J. Bastiat 3. P:Dospital, 2. J. Ugartemendía, 1. J. Iracabal |

| Arbitro: | Florencia Varela |

| |            | |
| mete: Muñiz trasf.: Viders c.p.: Escalante 2 | Marcatori  | mete: Gourdon 4, Lassoujade 4 Saisset, A. Vaquerin trasf.: Cabrol 9 c.p.: Cabrol |
| 15. C.Dora (J.Viders) 14. L. Muñiz, 13. O. Terranova, 12. R. Tarquini, 11. J. Escalante 10. R. Castagna (L.Chacon), 9. J. Navesi 8. E. Mainini, 7. Mi Chesta (cap.) (E. Mainini), 6. J. Nasazzi 5. R. Passaglia, 4. J. Mangiamelli 3. S. Fumo, 2. J. Costante, 1. J. Pavani | Formazioni | 15. M. Droitecourt. 14. J. Gourdon, 13. J. Lux, 12. J. Etchenique, 11. L. Desnoyers 10. J. Cabrol, 9. R. Astre 8. O.Saisset, 7. C. Paul, 6. S. Lassoujade 5. G. Sena], 4. J. Rossignol 3. A. Vaquerin, 2. J. Ugartemendía, 1. P. Dospital |

| Arbitro: | Ron Lewis |

|                                               |           |                                                                  |
| mete: Walther trasf.: H.Porta c.p.: H.Porta 7 | Marcatori | mete: Gourdon 2 Bertranne, Dourthe trasf.: Romeu 3 c.p.: Romeu 3 |

## Il team
- Manager: Laurent, Marcel
- Allenatori Henri Foures, Jean Desclaux
- Avanti
  - Pierre Dospital, – Pilone, Dax
  - Jean Iracabal – Pilone, Bayonne
  - Armand Vaquerin – Pilone, Beziers
  - Alain Paco, tallonaore Beziers
  - Jean Loius Ugartemendia, tallonatore St. Jean de Luz Olympique
  - Jean Pierre Bastiat, seconda línea, Beziers
  - Alain Esteve, seconda linea Beziers.
  - François Haget, seconda linea Agen
  - Jean Claude Rossignol, Pilone, Brive
  - Cristian Paùl, terza línea, Tarbes.
  - Victor Boffelli, terza lina, Agen.
  - Serge Lassoujade, terza linea, Agen.
  - Olivier Saisset, terza linea Beziers.
  - Jean Claude Skrela, terza linea, Stade toulousain
- Mediani
  - Max Barrau, mediano di mischia, Agen.
  - Jacques Fouroux, mediano di mischia, La Voulte
  - Henri Cabrol, mediano d'apertura, Beziers.
  - Jean Pierre Romeu, mediano d'apertura, Montferrand
- Tre quarti
  - Roland Bertranne, Roland	- tre quarti centro, Bagneres.
  - Claude Dourthe tre-quarti centro, Dax
  - Jean Martin Etchenique, tre-quarti centro, Biarritz
  - Jean pierre Lux Nº 22 – centro/ala Dax, Dax
  - Joel Pecune, tre quarti centro, Tarbes.
  - Laurent Desnoyers, Laurent, ala, Brive
  - Jean Francoys Gourdon, ala, Racing Club de France
  - Jean Miguel Aguirre, estremo, Bagneres.
  - Michel Droitecourt, estremo, Montferrand